# 菊水食品
有限会社菊水食品（きくすいしょくひん）は、茨城県日立市にある納豆メーカー。最優秀賞『農林水産大臣賞』を受賞した「海洋ミネラル納豆」や、金の延べ棒のような独特のパッケージで金箔入りの「菊水ゴールド納豆」などの商品がある。

## 特徴
納豆に金粉がまぶしてある菊水ゴールド納豆は、第9回全国納豆鑑評会で「厚生労働省医薬食品局安全部長賞」の優秀賞を受賞。
「海洋ミネラル納豆」は大洗沖200mの海底から採取し、精製したMCMを使っている。姉妹品として、第13回全国納豆鑑評会で農林水産大臣賞の最優秀賞を受賞した「海洋ミネラル納豆ミニ2」がある。
「頑固一徹納豆」は、ブログミーツカンパニーという市民グループからの『家庭のごみを減らす納豆を作ってほしい』との要請と、日立市の環境都市宣言を受けて開発された納豆である。納豆自体を日本古来の経木で包み、パッケージも紙である。化石燃料である原油製品は一切使っていない。姉妹商品として「頑固一徹90g」がある。
『黒』納豆は、茨城県農業総合センターと菊水食品が2005年から納豆用、納豆に適した黒大豆小粒として共同開発し、茨城県産としては初めての黒大豆小粒を使った納豆である。2010年7月10日から商品化されている。姉妹商品に黒豊（こくほう）納豆がある。この黒豊納豆は、2011年の第16回全国納豆鑑評会で「厚生労働省医薬食品局安全部長賞」の優秀賞を受賞した。また、この黒大豆小粒は、地産地消の観点から2010年11月に日立市全域の小学校や中学校、養護学校の学校給食に採用された。
茨城県日立市の土産物作りをはじめる。2012年10月に日立駅構内入口に日立市初めての物産コーナーが出来、そのオープンに向けて土産品の開発をした。商品例：万能納豆タレは、東京日本橋ゆかり3代目の野永喜三夫によって考案された納豆を使ったタレで、あらゆる食品に合う様に造られた物である。「海洋ミネラル納豆」が原料の万能納豆タレ(白)、黒豊納豆が原料の万能納豆タレ(黒)、「海洋ミネラル納豆」とキムチの素が原料の万能納豆タレ(赤)の3種類がある。日本初のタレ、ドレッシングとなり日立市の名物土産品となった。更に、日立市の花、さくらを模したデザインの「ひたちの納豆」と、国の重要無形民俗文化財に指定された日立風流物をデザインに使った「ひたちの納豆(黒大豆)」も同時に開発し、市の名物土産品となった。さくらのデザインの「ひたちの納豆」は2013年の第18回全国納豆鑑評会で優良賞の「納親会会長賞」を受賞した。2015年1月10日「糸引きの日(納豆の日)」に「はこいり娘(ひたち娘・北国娘・京娘・ひきわり娘)」のレギュラーとミニサイズの8種類を販売を開始した。そして2015年2月28日の第20回全国納豆鑑評会（茨城県水戸大会）で「ひきわり納豆部門」で、はこいり　ひきわり娘が「全国納豆組合連合会長賞」を受賞した。さらに翌年の2016年2月19日の第21回全国納豆鑑評会（宮城県気仙沼大会）で「ひきわり納豆部門」で、はこいり ひきわり娘(レギュラー)が「全国農業協同組合連合会長賞」を受賞し、ひきわり納豆部門日本一2連覇をなしとげた。2018年2月23日開催の第23回全国納豆鑑評会（群馬県渋川大会）で、小粒・中粒部門で「なちゅらるなっとう」が優良賞の全国納豆協同組合連合会長賞した。2024年11月22日開催の第28回全国納豆鑑評会（京都大会）大粒・中粒部門で、「菊水の大黒」が優秀賞の全国農業協同組合連合会 経営管理委員会会長を受賞した。納豆王国茨城と言われる茨城県で、全国納豆鑑評会において日本一の称号の農林水産賞を含み8度の受賞をしているのは菊水食品だけである。
2014年、豆乃香プロジェクトが茨城県で発足した。このプロジェクトは、茨城県の納豆業者6社（同社、朝一番、ひげた食品、トーコーフーズ、天狗納豆、金砂郷食品）が海外向けに糸引きの弱い納豆を統一ブランド名「豆乃香」として着手した。この豆乃香は、茨城県工業技術センター職員が開発した納豆菌「IBARAKI lst-1」を使用して作られた納豆のことである。
2016年1月10日、「糸引きの日(納豆の日)」に、奇跡のリンゴで知られる木村秋則に直接指導を受けた山根英明の自然栽培する大豆「鶴の子大粒」を使った納豆「奇跡の納豆」の販売が始まった。また青大豆を使用した奇跡の納豆を同時発売した。ここには、有機栽培の大豆、有機JASの大豆を超えた大豆、無肥料、無農薬、無除草剤といった土地を自然界と同じ状態で栽培する「奇跡の大豆」を使うことによって今まで以上の食の安全、安心を提供する納豆となった。
2016年に引き続き自然栽培の奇跡の大豆、社会福祉法人プラナの森　ナチュラルファーム そらまめが栽培している自然栽培大豆のこすず大豆での『奇跡の納豆』を2017年1月10日に販売を開始した。
2016年、3年に1度、茨城を代表するお土産を決する、茨城おみやげ大賞2016の最終審査が水戸市の京成百貨店で開催され、一般審査による一次投票で148アイテムから絞り込まれた32品目の中から、同社の製造する納豆『はこいり娘４姉妹セット』が最高金賞を受賞した。
2017年　『なっとまぁく』という日立納豆ファンドを立ち上げる。

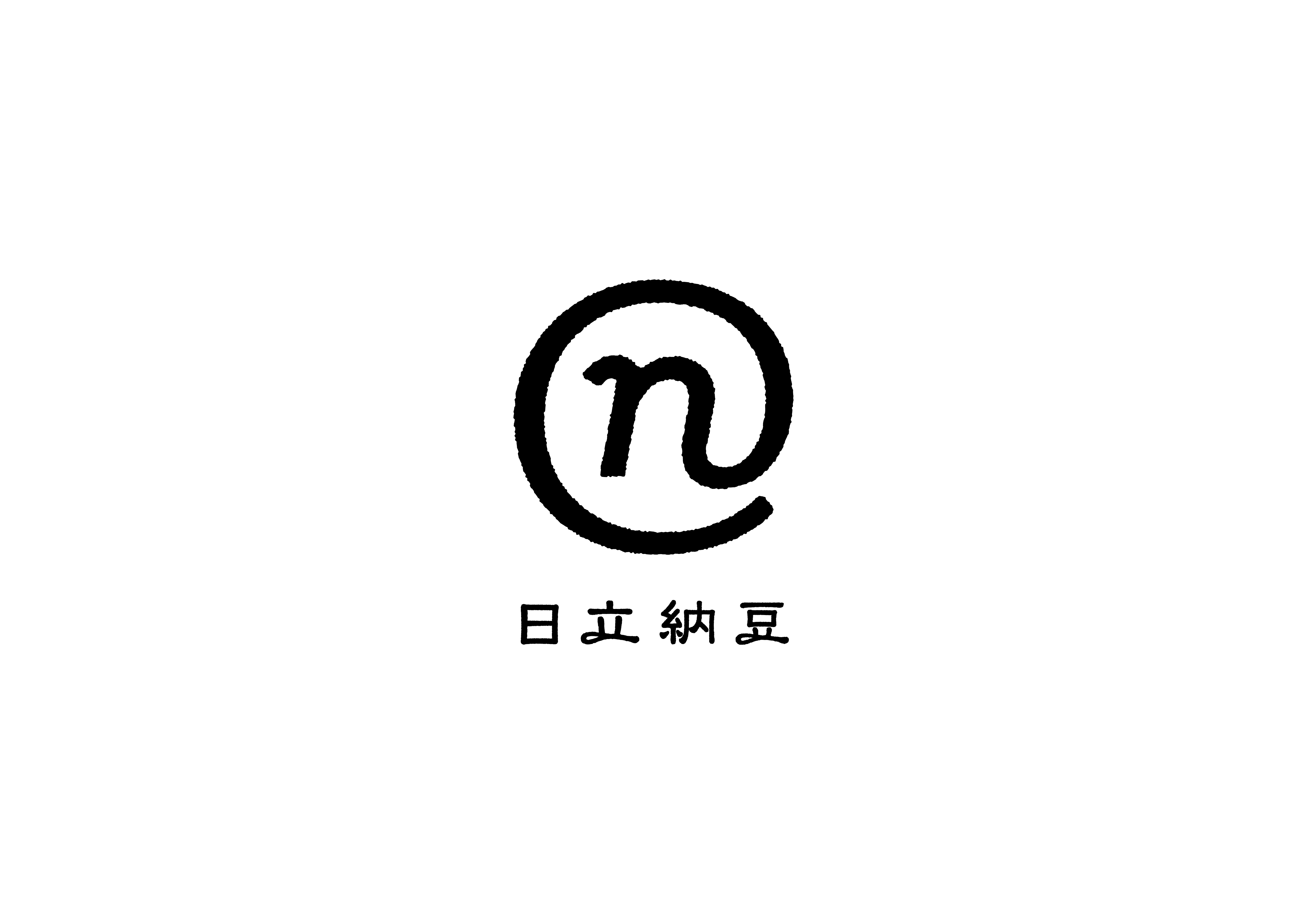

## 沿革
- 1948年 - 菊水納豆製造所を茨城県日立市に創業する

## 本社
- 茨城県日立市東大沼町4-29-11

## 主な製品
- 菊水ゴールド納豆 - 小粒・中粒部門（第9回全国納豆鑑評会）厚生労働省医薬食品局安全部長賞受賞
- 海洋ミネラル納豆 - 小粒・中粒部門（第13回全国納豆鑑評会）農林水産大臣受賞
- 頑固一徹納豆
- 『黒』納豆
- 黒豊納豆 - 小粒・中粒部門（第16回全国納豆鑑評会）厚生労働省医薬食品局安全部長賞受賞
- ひたちの納豆(鈴丸大豆) - 小粒・中粒部門（第18回全国納豆鑑評会）農親会長賞受賞
- ひたちの納豆(黒大豆)
- はこいり　ひきわり娘 - ひきわり納豆部門（第20回全国納豆鑑評会）全国納豆協同組合連合会長賞受賞
- はこいり　ひきわり娘 - ひきわり納豆部門（第21回全国納豆鑑評会）全国納豆協同組合連合会長賞受賞
- なちゅらるなっとう - 小粒・中粒部門（第23回全国納豆鑑評会）全国納豆協同組合連合会長賞受賞
- 菊水の大黒 - 大粒・中粒部門（第28回全国納豆鑑評会）全国農業協同組合連合会 経営管理委員会会長賞受賞
- 奇跡の納豆「鶴の子大粒」
- 奇跡の納豆「青大豆小粒」
- 奇跡の納豆「こすず大豆」